# فاطمة بنت زيد الرشود
فاطمة بنت زيد بن مبارك الرشود مساعد الرئيس العام للشؤون النسائية في المسجد الحرام والمسجد النبوي. وهي أول امرأة تتولى التدريس بالمسجد الحرام 1423هـ وتتولى أولى المناصب القيادية النسائية في الرئاسة العامة لشؤون المسجد الحرام والمسجد النبوي، وتشغل حاليًا ثاني أعلى منصب فيها.

## النسب والنشأة
وُلدت ونشأت فاطمة في مكة المكرمة، في كنف والدها الشيخ القاضي زيد بن مبارك بن زيد آل رشود من قبيلة سبيع الذي تولى القضاء وجلس للإفتاء، وعين عام 1385 رئيسا لمحاكم وادي الدواسر و السليل، وفي عام 1389هـ عين رئيسًا لمحاكم الجوف و المنطقة الشمالية، ثم رئيسًا لمحكمة العُلا، ثم عيّن رئيسا ومشرفا عاما على الهيئات بالمنطقة الغربية والشمالية والجنوبية، عُرف بعلمه وفضله وكرمه وسماحته، ووالدتها منيرة بنت هذال بن عبد الله آل ذيب السبيعي، وهي متزوجة من الشيخ بدر الراجحي، وأم لولدين وبنت.

## التعليم
- حاصلة على شهادة البكالوريوس في الكتاب والسنة مع إعداد تربوي بتقدير ممتاز مع مرتبة الشرف الأولى ومعدل (3.760) 1421- 1422هـ (جامعة أم القرى)
- حاصلة على شهادة الماجستير في الحديث وعلومه بتقدير ممتاز بمعدل (3.79) والتوصية بالطباعة والتداول بها بين الجامعات 1428هـ (جامعة أم القرى).
- حاصلة على شهادة الدكتوراه في الحديث وعلومه بتقدير ممتاز مع مرتبة الشرف الأولى بمعدل (4.00) من أصل (4.00) والتوصية بالطباعة والتداول بها بين الجامعات 1434هـ (جامعة أم القرى).
- حاصلة على دبلوم إدارة أعمال الحج والعمرة مركز التدريب بغرفة مكة المكرمة التجارية 1441هـ،
- حاصلة على دبلوم إدارة أعمال مركز خدمة المجتمع بكلية ابن رشد للعلوم الإدارية 1441هـ.
- حاصلة على دبلوم الأمن السبراني مركز خدمة المجتمع بكلية ابن رشد للعلوم الإدارية 1441هـ.
- مدرب معتمد في إعداد المدربين من المؤسسة العامة للتدريب التقني والمهني، ومعتمد من الأكاديمية العالمية البريطانية للتدريب والتنمية.
- مدرب معتمد في تدريب المدربين من المؤسسة العامة للتدريب التقني والمهني، ومعتمد من المعهد الأمريكي للتنمية الشخصية، ومعتمد من الأكاديمية العالمية البريطانية للتدريب والتنمية.
- مدرب معتمد في الهيمنة الفكرية من المؤسسة العامة للتدريب التقني والمهني ومعتمد من الأكاديمية العالمية البريطانية للتدريب والتنمية.
- أخصائي معتمد في تحليل الشخصية بخط اليد (جرافولوجي) من المؤسسة العامة للتدريب التقني والمهني ومعتمد من الأكاديمية العالمية البريطانية للتدريب والتنمية.

## العمل والمناصب
أول قيادية في الرئاسة العامة لشؤون المسجد الحرام والمسجد النبوي، تولت إعادة هيكلة قسم التوجيه والإرشاد النسائي بالمسجد الحرام، قادت عملية الهيكلة الكبرى للشطر النسائي، كما أشرفت على وضع حجر الأساس للإدارة النسائية في الرئاسة.، وأسست الوكالة النسائية بالمسجد الحرام -نواة الوكالات النسائية الحالية-،
- التعاون مع قسم الكتاب والسنه بجامعة أم القرى من عام 1423هـ ولمدة 3 سنوات.
- التدريس بإدارة الوعظ والإرشاد في المسجد الحرام منذ عام (1423هـ)
- التدريس والتوجيه بوحدة شؤون المرشدات 1433هـ - 1435هـ.
- مشرفاً دينياً في وحدة شؤون المرشدات بتاريخ (03/06/1435هـ)
- نائبة لوحدة التوجيه والإرشاد بالمسجد الحرام بتاريخ (02/04/1435هـ) لمدة عام، إضافة إلى التدريس والتوجيه بالمسجد الحرام.[5]
- إلقاء الدروس والمحاضرات في بعض المساجد ودور التحفيظ 1425هـ - 1433هـ.
- رئيسة لقسم التوجيه والإرشاد بالمسجد الحرام بتاريخ (25/03/1436هـ).
- مشرفة على مكتبه الحرم المكي الشريف القسم النسائي بتاريخ (25/03/1436هـ)، إضافة إلى التدريس والتوجيه بالمسجد الحرام.
- رئيسة لمكتبه الحرم المكي الشريف القسم النسائي بتاريخ (12/05/1436هـ) إضافة إلى ما سبق.
- مديرة لإدارة التوجيه والإرشاد النسائي بالمسجد الحرام بتاريخ (01/07/1436هـ) ودمج التوجيه والإرشاد وإدارة شؤون المرشدات تحت مسمى: إدارة التوجيه والإرشاد بالمسجد الحرام، إضافة إلى الإشراف على مكتبة الحرم المكي الشريف القسم النسائي.[6]
- مديرة للإدارة العامة للتوجيه والإرشاد النسائي بالمسجد الحرام بتاريخ (09/03/1437ه).
- مديرة عامة للإدارة العامة للتوجيه والإرشاد النسائي بالمسجد الحرام بتاريخ (29/06/1438ه).
- مديرة لمعهد الحرم المكي النسائي بتاريخ (10/02/1439ه) وحتى تاريخ 03/07/ 1440هـ.
- التدريس بمعهد الحرم المكي النسائي 1439هـ.
- مديرة عامة للإدارة العامة النسائية بالمسجد الحرام بتاريخ (01/07/1439ه) وحتى تاريخ 03/07/1440ه.
- مديرة لإدارة الشؤون العلمية والفكرية النسائية بالمسجد الحرام بتاريخ (01/07/1439ه) وحتى تاريخ 03/07/1440هـ.
- مستشارة معالي الرئيس العام بتاريخ 29/06/1438هـ، وحتى تاريخه.
- رئيسة المجلس الاستشاري النسائي بالرئاسة بتاريخ 01/08/1440هـ.[7]
- وكيلاً للرئيس العام مساعدًا للشؤون النسائية بتاريخ (01/07/1440ه) وحتى تاريخ 03/01/1441هـ.[8]
- وكيلاً للرئيس العام للشؤون النسائية بتاريخ (03/01/1441ه) وحتى تاريخ 29/12/1442.[9]
- مساعدًا للرئيس العام للشؤون النسائية بالمسجد الحرام والمسجد النبوي بتاريخ 29/12/1442 وحتى تاريخه.[1]

## العضويات
- عضو وممثل نسائي في المجلس الاستشاري بالرئاسة من تاريخ 30/12/1439هـ وحتى تاريخه.[10]
- عضو وممثل نسائي في الفريق الاستشاري بالرئاسة من تاريخ 30/12/1439هـ وحتى تاريخ (30/12/1440هـ).
- عضو وممثل نسائي في الهيئة الاستشارية بالرئاسة من تاريخ 08/07/1441هـ وحتى 29/12/1442 هـ
- عضو في المجلس السعودي للجودة منذ عام 1438هـ.
- عضو في مشروع مكة العالمية للجودة منذ عام 1438هـ
- عضو المكتب التعاوني للدعوة والإرشاد وتوعية الجاليات النسوي فرع أم الجود بمكة المكرمة عام 1428ه ولمدة 4 سنوات.

## الإنجازات
منذ تاريخ أول درس نسائي قدمته في المسجد الحرام (22/8/1423هـ) وحتى تاريخ 20/04/ 1440 تم الآتي:
1. شرح كتاب رياض الصالحين.
2. شرح كتاب الأربعين النووية.
3. شرح كتاب جوامع الكلم لابن رجب.
4. شرح كتاب أحاديث الحكام: (الطهارة الصلة الصيام).
5. شرح الأصول الثلاثة.
6. شرح كشف الشبهات.
7. شرح نواقض الإسلام.
8. تفسير سورتي الكهف والنور وجزء عم.
9. الشمائل المحمدية.
10. شرح السيرة النبوية من كتاب صحيح البخاري.
11. شرح كتاب الاعتصام من كتاب صحيح البخاري.
12. دروس وعظيه متنوعة (كيفية الصلاة الصحيحة- الحجاب الشرعي- تعظيم المسجد الحرام وبيان حرمته- كيفية الحج والعمرة وما يتعلق بهما وغير ذلك).
13. دروس موسمية تتعلق بفضائل الشهور والأيام بين الثابت والموضوع واتخاذ بعضها عيدا أو احتفالا أو خصه بمزيد عبادة وما يصاحبها من بدع ومحدثات.
14. تأسيس الإدارة العامة النسائية والنهوض بالكيان النسائي والخدمات النسائية بالمسجد الحرام.
15. تدقيق ومراجعة بعض الكتيبات والمطويات في الإدارة العامة للتوجيه والإرشاد.
16. ترأس لجان العديد من المقابلات الشخصية للمتقدمات في الإدارات النسائية 1424 وحتى 1435هـ.
17. تنظيم عدد من الدورات التدريبية مقدمة من معهد الإدارة العامة بالرياض لمنسوبات الإدارة العامة النسائية على مدار 3 أعوام على التوالي عدد المستفيدات منها (450).[11]
18. تأسيس لجنة التوعية الدينية وتفعيلها من خلال المرشدات عام (1424هـ) حتى عام (1428هـ).
19. تقديم الاستشارات ووضع الحلول لكثير من الإشكالات داخل وحدة شؤون المرشدات سابقا وإدارة شؤون المرشدات سابقا.
20. عقد عدة دورات وبرامج للمرشدات بوحدة شؤون المرشدات عام (1433هـ) و (1434هـ).
21. تصميم خريطة إرشادية ومترجمة بعدة لغات للزائرات توضح أهم المواقع الحيوية والهامة داخل الحرم وساحاته كالدروس، سماعات الإفتاء، توزيع المصاحف، الطوارئ، الأمانات، المفقودات، التائهين، العربات، دورات المياه، على شكل كرت جيب عام (1433هـ) و (1434هـ).
22. وضع مقترح لهيكل الإدارة النسائية بالمسجد الحرام وتوصيف لمهام كل وحدة بتاريخ 3/3/1435هـ.
23. توصيف لمهام وحدة التوجيه والإرشاد بالمسجد الحرام بتاريخ (4/4/1435هـ).
24. إعداد كتيب الكلمات والعبارات (الترحيبية والتوجيهية والتوديعية) الموّحدة لمرشدات المسجد الحرام 1435هـ.
25. تطوير الكلمات والعبارات (الترحيبية والتوجيهية والتوديعية) الموّحدة لمرشدات المسجد الحرام وترجمتها إلى خمس لغات بالإضافة إلى لغة الإشارة 1436هـ.[12]
26. الاشراف على إعداد الدليل لإرشادي لمرشدات المسجد الحرام 1435هـ.
27. إعداد التوصيف الوظيفي لموظفات مكتبة الحرم المكي الشريف وصياغته وإخراجه كدليل للمهام بتاريخ (15/3/1436هـ).
28. الاشراف على إعداد التوصيف الوظيفي للإدارة العامة النسائية 1439هـ.
29. الاشراف على إعداد الدليل الإجرائي للإدارة العامة النسائية 1439هـ.
30. إعداد برنامج «ربيع قلبي» لموظفات الرئاسة العامة لشؤون المسجد الحرام والمسجد النبوي وعاملات شركة بن لادن، يعنى بحفظ القرآن الكريم على ستة فروع 1436هـ.
31. إعداد برنامج «نضرة النعيم» لموظفات الرئاسة العامة لشؤون المسجد الحرام والمسجد النبوي وعاملات شركة بن لادن، يعنى بحفظ السنه النبوية على خمسه فروع 1436هـ.
32. تفعيل عدد من الحملات التوعوية والدعوية والتوجيهية بالمسجد الحرام المتزامنة مع المواسم انطلقت من عام 1435هـ.
33. تفعيل ودعم مبادرة «مع اليتيم في البلد الأمين» بالمسجد الحرام التي أطلقتها مؤسسة كافل 1440.
34. تفعيل ودعم مبادرة «بادر بنات» في المسجد الحرام التي أطلقها تعليم مكة المكرمة 1439هـ وحصد درع شكر وتقدير من مدير عام تعليم منطقة مكة المكرمة.
35. تفعيل ودعم الدور النسائي لهيئة الهلال الأحمر النسائي بالمسجد الحرام وحصد خطابات شكر وشهادات تقدير من مدير عام التطوع بهيئة الهلال الأحمر بمنطقة مكة المكرمة موسم رمضان والحج 1439هـ.[13]
36. تدريب منسوبات الرئاسة (200 متدربة) على برنامج الأمير نايف للإسعافات الأولية بالتعاون مع هيئة الهلال الأحمر السعودي بمنطقة مكة المكرمة 1437هـ.
37. تدريب طالبات معهد الأمر بالمعروف والنهي عن المنكر التابع لجامعة أم القرى عمليًا في المسجد الحرام عامين على التوالي.

## الأبحاث العلمية
1. القاضي شريك بن عبد الله النخع بين الاختلاط وسوء الحفظ وأثر ذلك على مروياته في الكتب التسعة من خلال (150) حديثًا. (رسالة ماجستير) 1428هـ.
2. تحقيق كتاب «عقود الدرر في علوم الأثر» -الشرح المطول- للحافظ ابن ناصر الدين الدمشقي (رسالة الدكتورة) 1434 هـ.
3. مفهوم الاختلاط وسوء الحفظ عند نقاد الحديث (بحث منشور بمجلة جامعة أم القرى).
4. دار الأرقم الانطلاقة والبقاء. منشور في مجلة (الحرمان الشريفان).
5. والعديد من الأبحاث المعدة للنشر.

## الإجازات العلمية الحديثة
| الإجازات العلمية الحديثة |                                                                 |             |                |            |
| 1                        | أحكام الوقف                                                     | إجازة علمية | 27/11/1441هـ   | مركز واقف  |
| 2                        | إجازة خاصة وعامة من الشيخ مؤرخ الشام ومسندها د.محمد مطيع الحافظ | إجازة علمية | أول صفر 1442هـ | مركز دلائل |
| 3                        | إجازة خاصة وعامة من الشيخ المحدث عبد الوكيل بن عبد الحق الهاشمي | إجازة علمية | أول صفر 1442هـ | مركز دلائل |
| 4                        | إجازة خاصة وعامة من الشيخ د.وليد بن عبد الرحمن الحمدان          | إجازة علمية | أول صفر 1442هـ | مركز دلائل |

## الدراسات والمشاريع والمبادرات
- إعداد كتيب الكلمات والعبارات (الترحيبية والتوجيهية والتوديعية) الموّحدة لمرشدات المسجد الحرام (طبع باللغات الحية ولغة الإشارة) 1435 - 1436 هـ.
- إعداد وتقديم دراسة «المصليات النسائية بالمسجد الحرام بين الواقع والطموح» 1438هـ دراسة ميدانية استقرائية.
- إعداد وتقديم مقترح لحل مشكلة الزحام في الحِجِر.
- إعداد وتقديم مقترح تخصيص المطاف وتقبيل الحجر الأسود والدعاء في الملتزم والصلاة في الحِجِر للنساء أربع ساعات صباحية وأخرى مسائية.
- مقترح: «إتحاف الأنام بمقترح نظام تعظيم المسجد الحرام» دراسة تحليلية استقرائية 1438هـ.
- مقترح إنشاء المعهد النسائي 1437هـ .[14]
- مقترح «إفتاء الحرمين الإلكتروني» 1438هـ.
- اعداد وتقديم العديد من المقترحات والدراسات لاستحداث إدارات ووحدات نسائية وتوسيع دائرة الخدمات النسائية بما يواكب رؤية المملكة 2030م ويخدم قاصدات الحرمين.
- دراسة مكافحة التسول 1440هـ.
- مقترح مشاركة النساء في صناعة كسوة الكعبة مع إعداد دراسة جدوى 1439هـ.
- مقترح إنشاء مصنع للحجاب مع إعداد دراسة جدوى 1439هـ.
- مقترح إنشاء رياض أطفال ودور حضانة بالحرمين الشريفين لأطفال القاصدات والمنسوبات 1438هـ.[15]
- مبادرة سفيرات اللغة العربية الفصحى 1440 هـ.
- مبادرة (حرمان مقدسان)؛ مبادرة بيئية وصحية مستدامة في الحرمين الشريفين 1440 هـ.
- مبادرة تطوير وحدة تنسيق العمل التطوعي وفق المعيار الوطني (إدامة) 1440 هـ.
- مقترح أجهزة التعقيم 1441 هـ.
- مقترح توزيع المصاحف على القاصدين عن طريق أجهزة الاستخدام الذاتي 1441 هـ.
- مقترح مهرة، تطبيق لتعليم القرآن الكريم وتحفيظه 1441 هـ.
- مقترح تطبيق لبّينا؛ لتنظيم الدخول للحرمين الشريفين خلال جائحة كورونا 1441 هـ.
- دراسة جدوى مبادرة إنشاء دور الضيافة للأطفال بجوار الحرمين الشريفين دراسة مالية استثمارية 1441هـ.
- مقترح تطبيق الفاتح على الإمام؛ مرتبط بسماعة ذكية يقوم بمتابعة قراءة الإمام، فإذا أخطأ أو نسي أو تجاوز الإمام، فتح عليه 1442 هـ.
- مقترح تطبيق مِرْفَقَا، يخدم كبار السن وذوي الإعاقة ويؤهل المتطوعين والمتطوعات لمرافقة وخدمة كبار السن وذوي الإعاقة منذ وصولهم منطقة الحرم وحتى مغادرتهم 1442 هـ.
- مقترح تطبيق نحن عينك في الحرم، لخدمة ذوي الإعاقة البصرية 1442 هـ.

## الحضور والمشاركات
1. المشاركة بورقه عمل في ندوة العمل في المسجد الحرام (آدابه وضوابطه) بجامعة أم القرى، بعنوان: «إسهامات الرئاسة العامة لشؤون المسجد الحرام والمسجد النبوي ممثلة بالإدارة العامة للتوجيه والإرشاد النسائي في توعية العاملات بضوابط العمل في المسجد الحرام». بتاريخ18/03/1439هـ.
2. المشاركة في لقاء: «ندوة الأمن الفكري ودور الحرمين الشريفين في تعزيزه» بتاريخ 23/5/1437هـ.
3. لقاء: «القيادات النسائية في دول مجلس التعاون الخليجي ودورها في التنمية الإدارية» المقام بمعهد الإدارة العامة بالرياض بتاريخ 21/08/1438هـ.
4. الحضور والمشاركة في «ملتقى المرأة وصنع المستقبل القيادي» الذي أقامه مركز إعداد القادة بمعهد الإدارة العامة في شعر شعبان 1440هـ.
5. ملتقى احتفالية 25 عام على تأسيس مجلس الجودة من المجلس السعودي للجودة 1440هـ.
6. حضور ملتقى «الشراكة المجتمعية في ضوء 2030» الذي أقامه مركز التنمية الاجتماعية بالتعاون مع لجنة التنمية الاجتماعية ببطحاء قريش 1441هـ.
7. حضور احتفالية مؤسسة الجودة والتمييز الدولية 2020م - 1441هـ.
8. حضور مؤتمر «مكة المكرمة الدولي للتنمية المستدامة وصحة البيئة» الذي أقامته أمانة العاصمة المقدسة 1441هـ.
9. المشاركة في الملتقى العشرين لأبحاث الحج والعمرة بمعهد خادم الحرمين الشريفين بجامعة أم القرى بورقه علمية عنوانها: «نظام تعظيم الحرمين الشريفين»1441هـ، وملصق علمي.[16]
10. المشاركة في الملتقى العشرين لأبحاث الحج والعمرة بمعهد خادم الحرمين الشريفين بجامعة أم القرى بورقه عمل عنوانها: «الرؤية الطموحة للخدمات المقدمة للنساء والأطفال في المسجد الحرام»1441هـ.
11. حضور لقاء «واقع ومستقبل التنمية الإدارية للمرأة السعودية» بمعهد الإدارة العامة الفرع النسائي بالمنطقة الغربية بمشاركة عدد من عضوات مجلس الشوري 1441هـ.
12. المشاركة في ملتقى التطوع البيئي والكشافة الذي أقامه الاتحاد العالمي للكشاف المسلم بالتزامن مع اليوم العالمي للتطوع بتاريخ 21/ 04/ 1442ه الموافق 05/ 12/ 2020م بورقة عمل بعنوان: الدور الفعال للعمل التطوعي في خدمة الحرمين الشريفين وارتباطه بالفرق الكشفية لخدمة ضيوف الرحمن.[17]
13. المشاركة في ملتقى العمل التطوعي رؤية وطن والذي أقامته اللجنة النسائية ببرنامج المدن الصحية ببلقرن بالتزامن مع اليوم العالمي للتطوع بتاريخ 24/ 04/ 1442ه بورقة عمل بعنوان: التطوع في الإسلام.
14. حضور جلسة مجلس الشورى التاسعة والعشرين، الذي نوقش من خلاله التقرير السنوي للرئاسة العامة لشؤون المسجد الحرام والمسجد النبوي للعام المالي 1441 / 1442 هـ.[18][19]

## الجوائز والتقديرات
- جائزة المديرة المتميزة عام 1437هـ - 1438هـ، في جائزة الرئاسة للتميز.[20]

- حصلت (الإدارة العامة النسائية) إبان إدارتها على التميز في الفرع الإداري عام 1438هـ في جائزة الرئاسة للتميز.
- اجتياز اختبار تأهيل مستشاري إدامة لتأسيس وحدات التطوع وفق المعيار الوطني 1441هـ.
- المشاركة في تفعيل ودعم دور برنامج التوطين وإحلال الوظائف في منطقة مكة المكرمة 1439 - 1440هـ.
- حصد المركز الثالث في جائزة مبادرة مؤسسة كافل لرعاية الأيتام: مع اليتيم في البلد الأمين 1440هـ مسار القطاع الحكومي.

1. حاصلة على وسام قافلة أبناء الشهداء 1440هـ.